# مونت سيرينو (كاليفورنيا)
مونت سيرينو (بالإنجليزية: Monte Sereno)‏ هي إحدى مدن مقاطعة سانتا كلارا، كاليفورنيا. تم إعطاءها لقب مدينة في 14 مايو، 1957.

## معرض صور

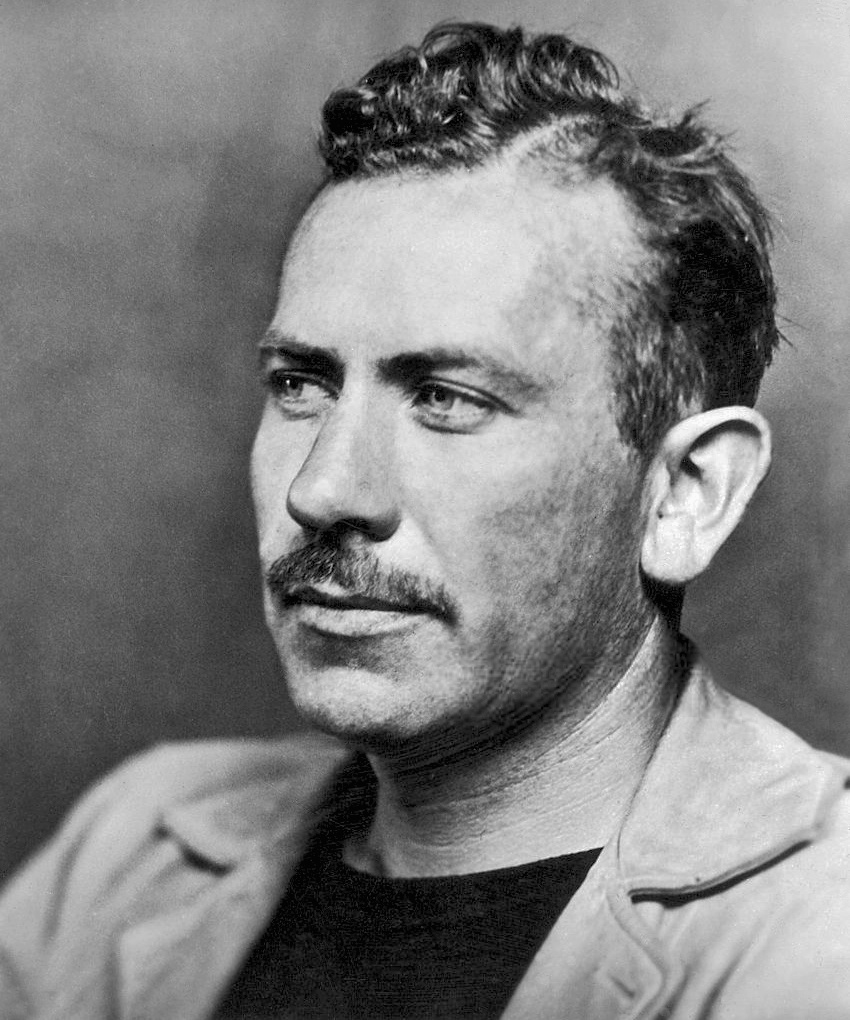
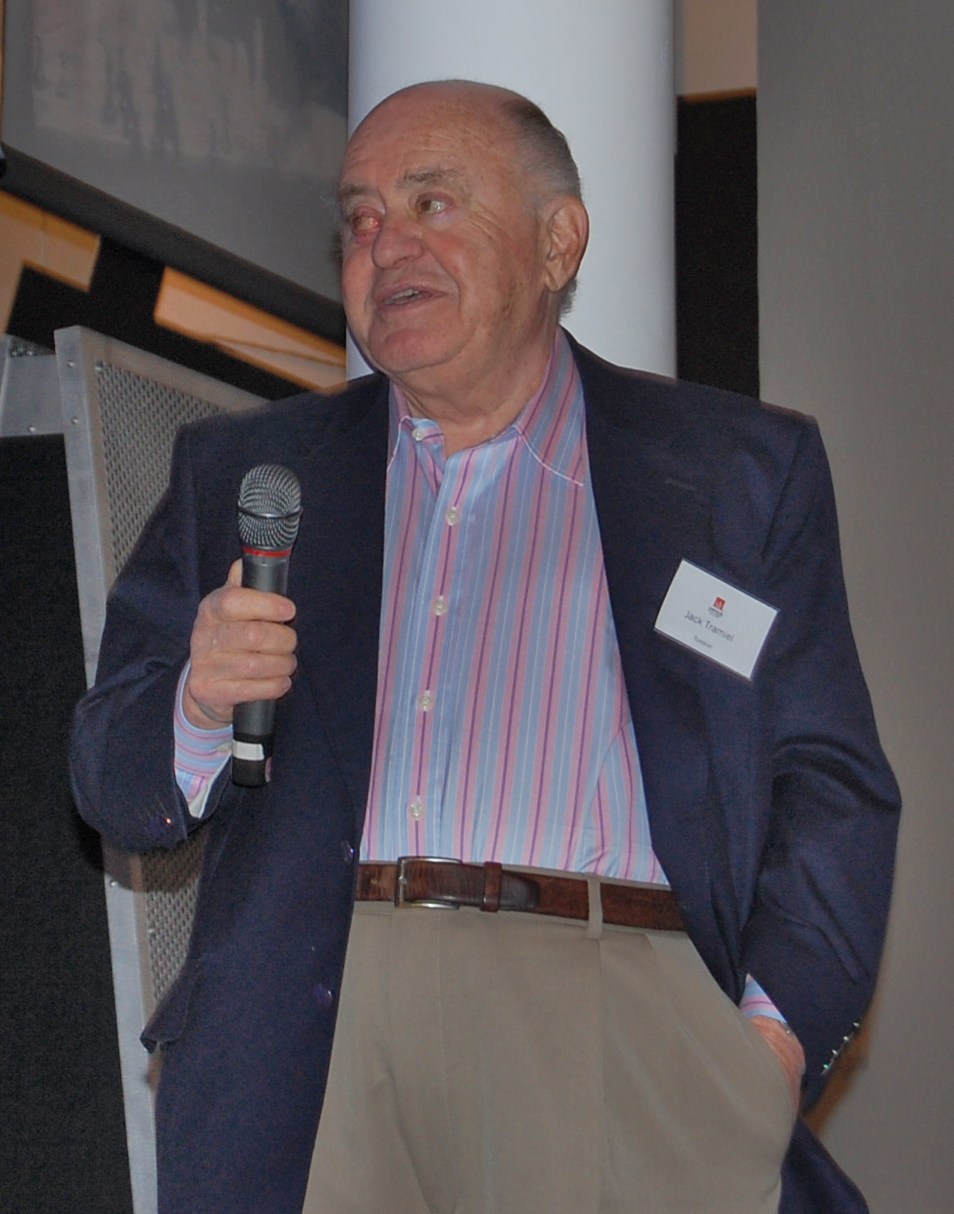
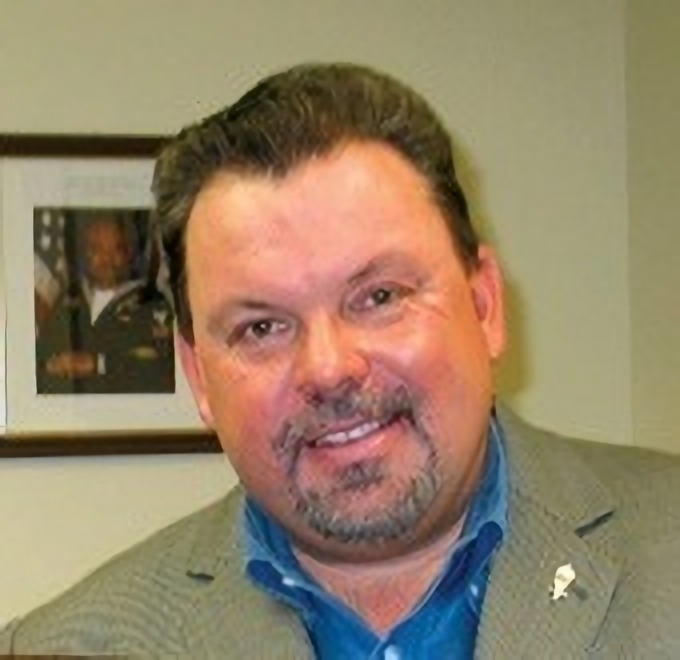